# Ramiro Rincón
Pour les articles homonymes, voir Rincón.
Rincón  Díaz est un nom espagnol. Le premier nom de famille, en général paternel, est Rincón ; le second, en général maternel, souvent omis, est Díaz.
Wilson Ramiro Rincón Díaz, né à Tibaná (département de Boyacá) le 17 mars 1987, est un coureur cycliste colombien des années 2010. Il obtient sa victoire la plus importante en remportant le Tour du Guatemala en 2012.

## Repères biographiques
Natif du département de Boyacá,  en 2007, il est membre de la formation de l'Élite amateur colombienne Coordinadora-EBSA, sous les couleurs de laquelle, il devient champion départemental du contre-la-montre. Compagnon d'entraînement de Mauricio Soler, lorsqu'il est en Colombie, Ramiro Rincón devient, en août, stagiaire dans sa formation, l'équipe cycliste Barloworld. Avec celle-ci, il débute au triptyque lombard, à la fin de ce même mois. Puis, il est engagé dans différentes courses européennes, en Italie (Tour de Romagne (it) et Coppa Placci (it)), en France et en Belgique (Paris-Bruxelles (nl) et GP de Fourmies), sans résultats remarquables.
En mai 2012, la direction de l'équipe EPM-UNE envoie six hommes au Tour du Guatemala, pour défendre le titre obtenu par Giovanni Báez, à la fin 2010. Ramiro Rincón est accompagné de jeunes éléments et de l'expérimenté Freddy Piamonte. Lors de la deuxième étape, Rincón fait partie d'un groupe d'échappés qui se dispute la victoire, en prenant une minute d'avance sur le peloton. Le lendemain, il s'enfuit dans l'ascension finale, avec son coéquipier Piamonte. Ce dernier remporte l'étape et Rincón revêt le maillot de leader. Malgré une perte de temps importante (2 min 46 s) pour lui, sur Alder Torres, vainqueur du contre-la-montre de la quatrième étape, les EPM-UNE dominent les débats. Notamment la septième étape où, dans une échappée de six, quatre des leurs (dont Rincón), terminent avec six minutes d'avance, sur le reste des prétendants. Dans l'ultime étape, Rincón ne sera pas inquiété et remporte cette 52e édition, avec 1 min 26 s d'avance sur Piamonte.

### Année 2013
Toujours membre de l'équipe EPM-UNE, il reprend la compétition à la fin février, lors de la Clásica José María Córdova de Rionegro. Mais que cela soit dans cette épreuve ou à la Clásica de Anapoima, début avril, les résultats sont insignifiants. 
Il en va tout autrement, une semaine plus tard, Ramiro Rincón gagne la Clásica de Fusagasugá, devant son leader, Óscar Sevilla. Dauphin de celui-ci dans l'étape initiale, en contre-la-montre, Rincón assomme la course dans la deuxième, en étant avec ses coéquipiers Sevilla et Walter Pedraza, les seuls à pouvoir suivre l'attaque de Freddy Montaña. Rincón, en échappant à Montaña, gagne l'étape, puis le lendemain, le général ainsi que trois classements annexes.
Quatre semaines plus tard, Ramiro Rincón s'impose dans la Clásica de El Carmen de Viboral, en l'absence de Sevilla. Après avoir remporté la première étape, grâce à une échappée solitaire d'une soixantaine de kilomètres, produisant des écarts rédhibitoires, il assoit définitivement sa victoire, lors du contre-la-montre qu'il domine, deux jours plus tard. Il s'octroie, en outre, le trophée du meilleur grimpeur.

### Année 2016: contrôle positif et suspension
Sans résultats notables depuis 2013, Ramiro Rincón réapparait au sommet de la hiérarchie lors de la vingt-cinquième édition du Tour de Santa Catarina, au Brésil. Membre de la formation locale "Pro Cycling Team ADF-Guarulhos", il s'impose dès la première étape. À la veille de l'arrivée, Rincón accuse un retard de vingt et une secondes sur le leader. Mais il gagne l'ultime étape avec plus de quatre minutes d'avance sur ses poursuivants. Ce qui lui permet de s'imposer non seulement au classement général, mais aussi dans les classements annexes de la montagne et par points.
Ses résultats lui font (ré)intégrer l'équipe continentale professionnelle brésilienne Funvic Soul Cycles-Carrefour, fin juillet. Celle-ci l'aligne au départ de la 78e édition du Tour du Portugal. Rincón s'y illustre en remportant le trophée du meilleur grimpeur. Au mois de novembre suivant, l'UCI informe que le coureur a subi un contrôle antidopage positif à l'EPO CERA, lors de cette dernière compétition. En juin 2018, il est finalement suspendu huit ans, jusqu'au 26 juin 2026.

## Palmarès
- 2003
  - 3e du championnat de Colombie du contre-la-montre cadets
- 2009
  - 3e du Tour de Colombie espoirs
- 2012
  - 7e étape de la Clásica Internacional de Tulcán (es)
  - Classement général du Tour du Guatemala
  - 2e de la Vuelta al Valle del Cauca
- 2013
  - Clásica de Fusagasugá :
    - Classement général
    - 2e étape

  - Clásica de El Carmen de Viboral :
    - Classement général
    - 1re et 3e (contre-la-montre) étapes
- 2016
  - Tour de Santa Catarina :
    - Classement général
    - 1re et 5e étapes

## Classements mondiaux
| Année            | 2012 | 2013 |
| ---------------- | ---- | ---- |
| UCI America Tour | 29e  | 251e |